# FuiVazado!
FuiVazado! é uma ferramenta de consulta criada por Allan Fernando Armelin da Silva Moraes e lançado em 28 de janeiro de 2021, após o vazamento dos dados de 220 milhões de pessoas no Brasil. O site era capaz de checar se os dados de uma pessoa estavam incluídos no vazamento de dados do inicio de 2021. Foi bloqueado no dia 5 de fevereiro por ordem do Supremo Tribunal Federal.

## Website
FuiVazado! foi criado pelo desenvolvedor Allan Fernando Armelin da Silva Moraes, após ocorrer um vazamento de dados de 220 milhões de pessoas, entre eles o presidente Jair Bolsonaro e os ministros do Supremo Tribunal Federal (STF), que foram vendidos em um fórum da deep web. O site entrou no ar em 28 de janeiro de 2021, e recebeu tantos visitantes que seu servidor ficou instável, sendo reestabilizado no final de semana seguinte. Nele, com a inserção do CPF e data de nascimento, é possível ver se seus dados estavam incluídos no vazamento. O banco de dados do site foi criado através de análise dos dados disponibilizados no fórum, feita com Python e Apache Spark. O site não tinha fins econômicos, sendo sustentado por doações.
Em seu lançamento, surgiram dúvidas sobre a legitimidade do site e uma possível ilegalidade em sua operação, por terceiros conseguirem fazer consultas em nome de outras pessoas. Allan também divulgou o código-fonte do FuiVazado! no GitHub. Rafael Zanatta, diretor da Associação Data Privacy Brasil de Pesquisa, afirmou que o Ministério da Justiça deveria criar um buscador semelhante.
Em 3 de fevereiro de 2021, o ministro do STF Alexandre de Moraes pediu a abertura de investigação dos fatos e o bloqueio do site e outros três fóruns da deep web, que foi executado pela Polícia Federal (PF) no dia 5. Também foi pedido que buscadores como Google, Yahoo, Ask e Bing, retirassem do sistema de busca todas as remissões para os sites.

## Dados
O FuiVazado! checava os seguintes dados:
- Email
- Telefone
- Endereço
- Mosaic
- Ocupação
- Score de Crédito
- Registro Geral
- Título de Eleitor
- Escolaridade
- Empresarial
- Receita Federal
- Classe Social
- Estado Civil
- Emprego
- Afinidade
- Modelo Analítico
- Poder Aquisitivo
- Fotos de Rostos
- Servidores Público
- Cheques sem Fundos
- Devedores
- Bolsa Família
- Universitários
- Conselhos
- Domicílios
- Vínculos
- LinkedIn
- Salário
- Renda
- Óbitos
- IRPF
- INSS
- FGTS
- CNS
- NIS
- PIS

## Ver Também
- Telefone.Ninja
- Tudo Sobre Todos
- Consulta Pública
- Have I Been Pwned?